# Sōja
Pour les autres significations, voir Soja (homonymie).
Sōja (総社市, Sōja-shi) est une ville située dans la préfecture d'Okayama, au Japon.

## Géographie

### Situation
Sōja s’étend sur la plaine de Kibi, dans la préfecture d'Okayama, au Japon.

### Démographie
En décembre 2018, la population de Sōja était de 69 142 habitants répartis sur une superficie de 211,90 km2.

### Hydrographie
Sōja est traversée par le fleuve Takahashi.

## Histoire
La ville moderne est officiellement fondée le 31 mars 1954. En 2005, les villages de Yamate et Kiyone fusionnent avec Sōja.

## Transports
La ville est desservie par les lignes Hakubi et Kibi de la JR West, ainsi que par la ligne Ibara de la compagnie Ibara Railway. La gare de Sōja est la principale gare de la ville.

## Culture locale et patrimoine

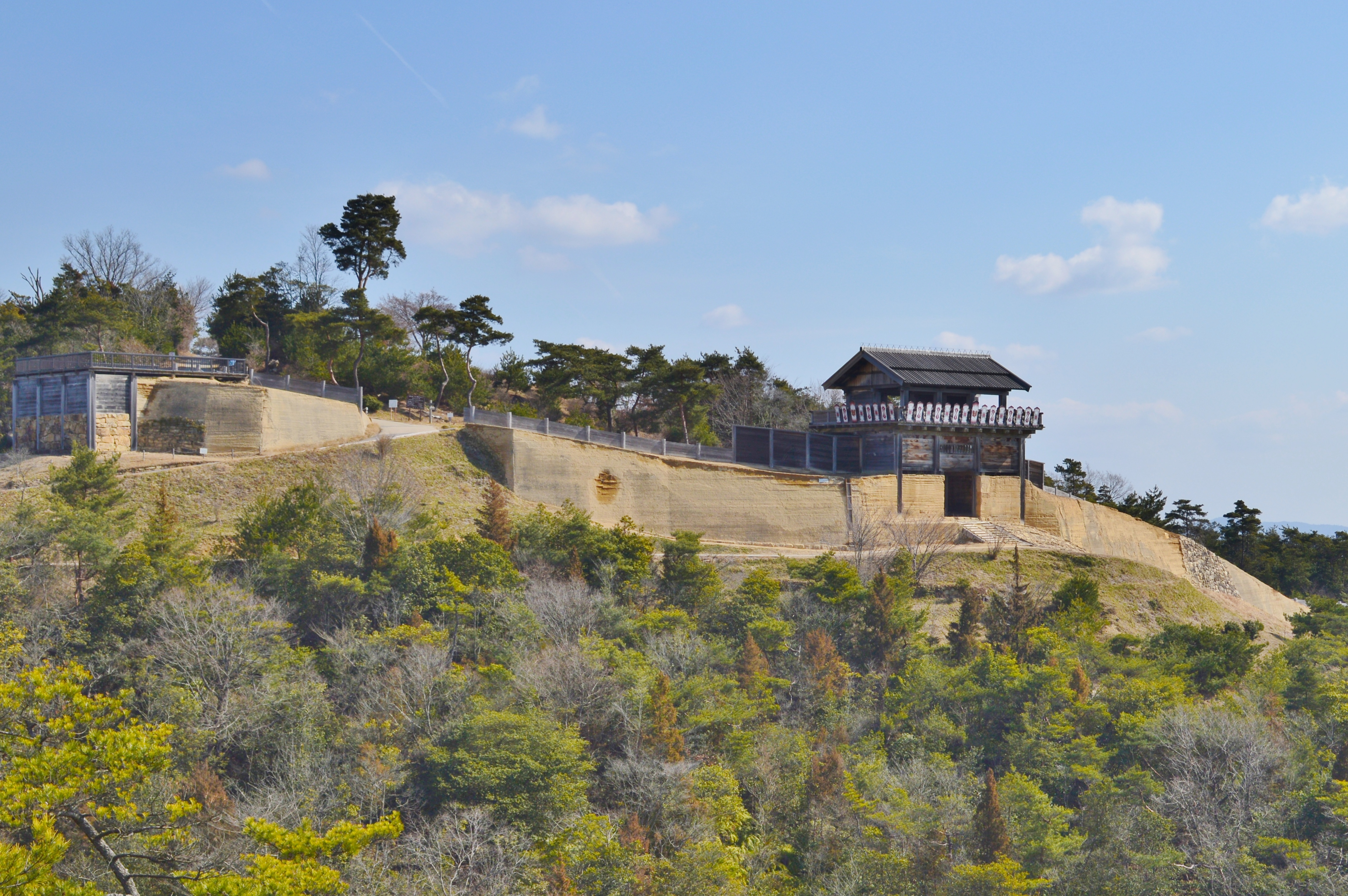
Le château de Ki.

- Château de Ki